# Château Mont-Redon

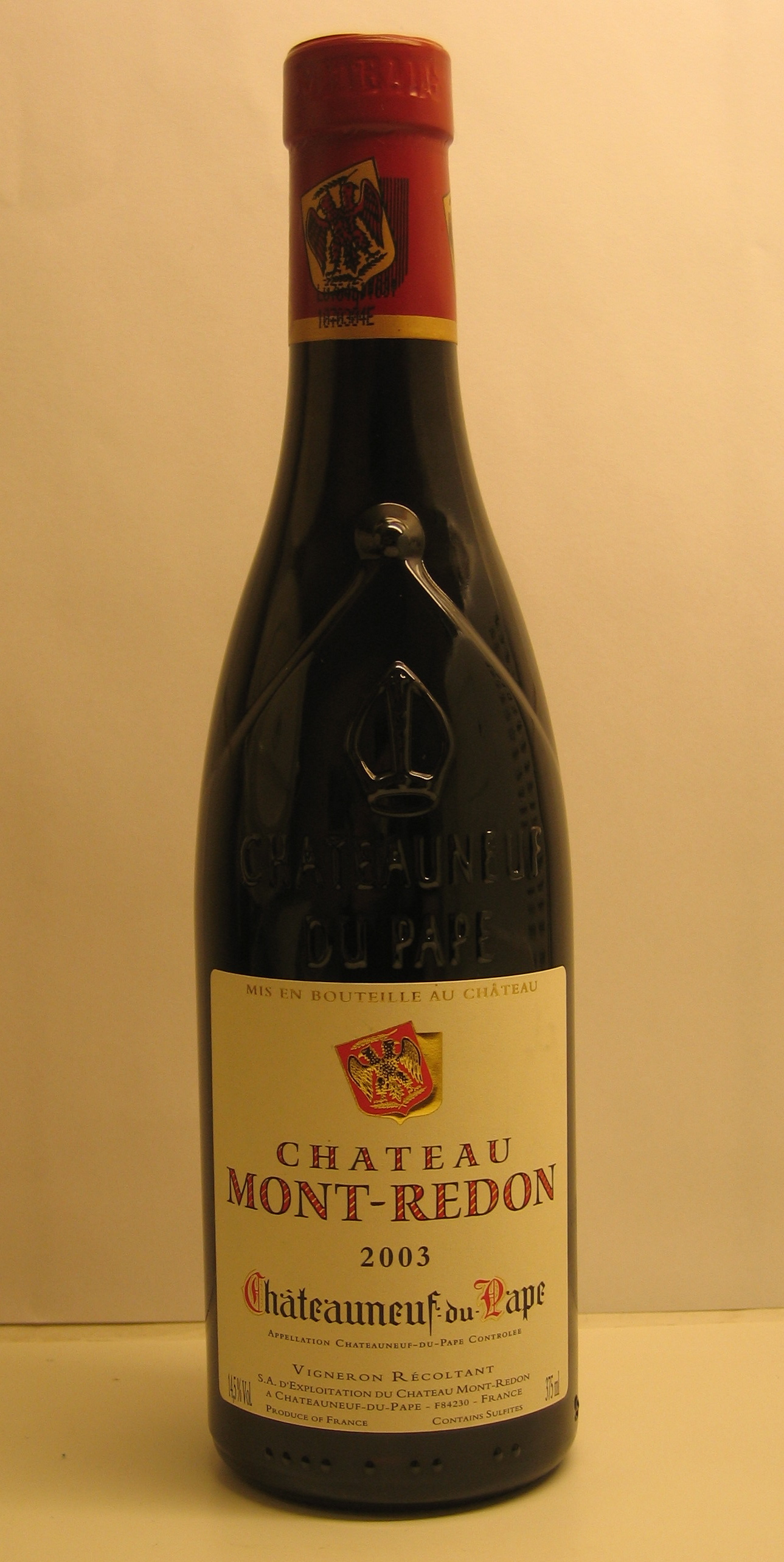
En halvflaska röd Châteauneuf-du-Pape från Château Mont-Redon.

Château Mont Redon, vinproducent i den franska vinregionen Châteauneuf-du-Pape som använder 13 av områdets 18 tillåtna druvsorter för att åstadkomma en typisk Chateauneuf-du-pape-smak. Se mer info om vindistriktet Châteauneuf-du-Pape.